# Acilepidopsis echitifolia
Acilepidopsis es un género monotípico de plantas fanerógamas perteneciente a la familia de las asteráceas. Su única especie, Acilepidopsis echitifolia, es originaria de Sudamérica.

## Distribución
Se distribuye por Argentina, Bolivia, Paraguay y Brasil en Mato Grosso, Goiás, Distrito Federal, Mato Grosso do Sul, Minas Gerais, São Paulo y Paraná.

## Taxonomía
Acilepidopsis echitifolia fue descrita por (Mart. ex DC.) H.Rob. y publicado en Phytologia 67(4): 291. 1989.
sinonimia
- Cacalia ararana (Gardner) Kuntze
- Cacalia echitifolia (Mart. ex DC.) Kuntze
- Vernonia ararana Gardner
- Vernonia echitifolia Mart. ex DC. basónimo[3]